# Tzvi Yanay
Tzvi Yanay (în ebraică צבי ינאי, născut Sandro Toth; n. 9 iunie 1935, Pescara, Regatul Italiei – d. 16 decembrie 2013, Tel Aviv, Israel) a fost un cărturar și gânditor autodidact, ziarist și autor popularizator al științei israelian, originar din Italia dintr-o familie cu rădăcini ebraice și maghiare.
Considerat în rândurile israelienilor ca un fel  de „Domnul Știință”, a editat vreme de 20 de ani revista  „Mahshavot” („Gânduri”) a companiei IBM, destinată publicului larg din Israel, a fost autor de emisiuni de  televiziune despre cinematografie și știință, a îndeplinit funcția de director general al ministerului științei între anii 1993 - 1997.
Recent, autobiografia sa, Al tău, Sandro, sub forma unui roman în scrisori către fratele său Romolo, dispărut în imprejurari neclare, în anii celui de-al doilea război mondial, a devenit un best seller în țara sa și peste hotare. Cartea i-a adus și un premiu israelian prestigios pentru literatură, premiul Sapir.

## Istoria familiei și copilăria în Italia. Supraviețuirea în anii Holocaustului
Tzvi Yanay s-a născut la Pescara, in Italia, la 9 iunie 1935, ca fiu al unei perechi de artiști boemi. Tatăl său,
Kálmán Tóth era cântăreț de operă, originar dintr-o familie maghiară creștină protestantă, iar mama sa, Juci Galambos, era o dansatoare evreică, și ea ungarofonă și germanofonă, născută și crescută la Graz, în Austria. Cunoscându-se când el avea 36 ani, iar ea 18 ani, au trăit în concubinaj și s-au întreținut peregrinând ca artiști itineranți și dând spectacole de-a lungul și de-a largul Italiei. Între anii 1931-1935 celor doi li s-au născut două fete, iar apoi doi băieți, fiecare în alt loc din Italia. Tzvi Yanay, care se născuse sub numele de Sandro, era mezinul. Dintr-un motiv rămas neclar, băiatul mai mare, Romolo, a fost predat spre creștere unei doici pe care au angajat-o la Catanzaro în regiunea Calabria din sud-vestul Italiei.
Perechea nu obținuse cetățenia italiană și de aceea, după începutul celui de-al doilea război mondial, Kálmán Tóth a fost obligat să părăsească solul Italiei și să se repatrieze în Ungaria. El a revenit la familia pe care o avea la Oradea, în Transilvania de Nord, ce fusese reanexată la Ungaria în 1940. Acolo s-a imbolnăvit, a fost internat în spital și, după câte se pare, a murit la sfârșitul anului 1942 sau în 1943. Juci Galambos a rămas singură cu cei trei copii - fetițele Fiorenza și Lisetta și băiatul Sandro, în orășelul Casteglion Fiorentino, lângă Florența. Fiind convertită la creștinism, și ascunzându-și originea evreiască, ea a găsit de lucru ca translatoare în serviciul armatei germane ce ocupa această parte a Italiei după capitularea guvernului Badoglio în fața Aliaților.
La începutul anului 1944 a murit și ea de o criză cardiacă, iar doica italiană Ida Rubello, s-a oferit să le poarte de grijă orfanilor. Militari germani, care nu știau de originea evreiască a copiilor, i-au ajutat cu mâncare, și când frontul se apropiase de Castiglion, i-au transportat   la casa mamei doicii lor, la Monsalsicia lângă Bologna.
După ce trupele britanice au ocupat Monsalsicia, primarul așezării, care aflase de la doică de originea evreiască a copiilor, s-a pus în contact cu Brigada evreiască din Palestina care lupta în Italia în rândurile armatei britanice.
În Palestina se afla în acea vreme fratele mamei lor, Pali Galambos, care și-a ebraizat numele in Shaul Yanay. El a rugat soldați ai Brigazii evreiești să afle amănunte despre soarta surorii sale și a celor trei copii ai ei.

## Anii israelieni
În cele din urmă, copiii, între care și Sandro, în vârstă de 10 ani, au fost îmbarcați în iulie 1946 din portul Napoli pentru a emigra în Palestina.
Ajuns la Haifa, Sandro și ceilalți copii au fost reținuți de englezi pentru o perioadă scurtă la tabăra de arest de la Atlit  iar de acolo au fost transferați în kibutzul Ramat David. 
În primii ani ai șederii în Palestina, copiilor, crescuți în Italia ca romano-catolici (și părinții lor se convertiseră la catolicism) nu le-a fost ușor să abandoneze identitatea, obiceiurile și ceremoniile legate de experiența lor de viață din copilăria lor ca italieni creștini. După șocul aflării adevăratei lor identități și al despărțirii de inimoasa femeie italiană care i-a salvat și i-a îngrijit, copiii au aflat și de soarta tragică a bunicii lor rămasă la Graz, care a fost deportată și omorâtă într-un lagăr de exterminare.  Sandro și una din surorile sale s-au convertit în cele din urmă la iudaism, dar una din surori a preferat să rămână creștină catolică.
În anul 1952, la 17 ani, Sandro Toth, devenit în ebraică Tzvi Yanay (dupa numele de familie ebraic al unchiului său) s-a înrolat în Armata Israeliană și a ajuns instructor în forțele de parașutiști. El a luat parte la Campania din Sinai din octombrie 1956. După un an suplimentar de serviciu în armata de carieră, s-a întors la viața civilă în același an.
În cursul serviciului militar, în anul 1955 Tzvi Yanay a făcut parte din delegația israeliană care a participat la Campionatul mondial de parașutaj liber care a avut loc în  Uniunea Sovietică.
În anul 1970 Yanay a fost cooptat în compania IBM Israel,în cadrul căreia a înființat și condus secția de informare și de relații externe. În această calitate el a înființat o revistă, finanțată de IBM, revista „Mahshavot” (Gânduri) , mult apreciată de publicul intelectual, concentrată pe filosofia și popularizarea științei. Yanay a fost redactorul ei până la desființarea ei în anul 1990. În ultimii ani de existență a revistei, Yanay a organizat și condus sub egida ei, conferințe anuale denumite „Mahshavot b'al pe”(Gânduri în viu grai) foarte solicitate de amatorii de știință.

## Cărți despre știință (în ebraică)
- Pe urmele gândurilor: despre cosmos, natură și om, (Beikvot hamahshavot), editura Poetica, Ramat Gan, 1994.

בעקבות המחשבות : על היקום, על הטבע ועל האדם  
- Nesfârșita căutare: discuții despre oameni de știință,

(Hahipús ha'eynsofí), editura Am Oved,Tel Aviv, 2000.
החיפוש האינסופי : שיחות עם מדענים
- Călătorie spre conștiința naturii (Masá letodaát hatèva), editura Am Oved,Tel Aviv,2005

מסע לתודעת הטבע

## Romane
- Al tău, Sandro (Shelha Sandro), editura Keter, Ierusalim, 2006 (שלך סנדרו)